# Sanremo 2009 (compilation)
Sanremo 2009 è un album compilation, pubblicato dall'etichetta discografica Rhino/Warner il 20 febbraio 2009.
Si tratta di una raccolta in due CD dei brani presentati al Festival di Sanremo 2009, sia dagli Artisti (brani contenuti nel CD 1) che dalle Proposte (canzoni comprese nel CD 2, inseriti in ordine alfabetico del nome dell'artista).
Nella compilation, fra i brani in competizione, non è incluso Il paese è reale interpretato dagli Afterhours.

## Tracce

### CD 1
1. Marco Carta - La forza mia (Paolo Carta)
2. Francesco Renga - Uomo senza età (Francesco Renga, Maurizio Zappatini)
3. Patty Pravo - E io verrò un giorno là (Andrea Cutri)
4. Al Bano - L'amore è sempre amore (Guido Morra, Maurizio Fabrizio)
5. Alexia feat. Mario Lavezzi - Biancaneve (Mogol, Mario Lavezzi)
6. Dolcenera - Il mio amore unico (Emanuela Trane, Gian Piero Ameli, Oscar Avogadro, Saverio Lanza)
7. Gemelli Diversi - Vivi per un miracolo (Luca Aleotti, Alessandro Merli, Emanuele Busnaghi, Francesco Stranges)
8. Fausto Leali - Una piccola parte di te (Fabrizio Berlincioni, Franco Fasano)
9. Marco Masini - L'Italia (Marco Masini, Giuseppe Dati)
10. Nicky Nicolai e Stefano Di Battista - Più sole (Jovanotti, Stefano Di Battista)
11. Povia - Luca era gay (Giuseppe Povia)
12. Pupo, Paolo Belli e Youssou N'Dour - L'opportunità (Mogol, Enzo Ghinazzi)
13. Sal Da Vinci - Non riesco a farti innamorare (Vincenzo D'Agostino, Gigi D'Alessio, Sal da Vinci)
14. Tricarico - Il bosco delle fragole (Francesco Tricarico)
15. Iva Zanicchi - Ti voglio senza amore (Fabrizio Berlincioni, Franco Fasano)

### CD 2
1. Silvia Aprile - Un desiderio arriverà (Pino Daniele)
2. Arisa - Sincerità (Giuseppe Anastasi, Maurizio Filardo, Giuseppe Mangiaracina)
3. Malika Ayane - Come foglie (Giuliano Sangiorgi)
4. Chiara Canzian - Prova a dire il mio nome (Chiara Canzian, Pellecalamaio)
5. Barbara Gilbo - Che ne sai di me (Barbara Gilbo, Giancarlo Bigazzi, Sirio Martelli)
6. Irene - Spiove il sole (Irene Fornaciari, Carlo Ori, Elisabetta Pietrelli, Max Marcolini)
7. Iskra - Quasi amore (Lucio Dalla, Marco Alemanno, Roberto Costa)
8. Karima - Come in ogni ora (Karima, Piero Frassi)
9. Simona Molinari - Egocentrica (Simona Molinari)
10. Filippo Perbellini - Cuore senza cuore (Cheope, Riccardo Cocciante)